# Silver Creek (Mississippi)
Pour les articles homonymes, voir Silver Creek.
Silver Creek est une petite ville du comté de Lawrence au Mississippi.
La population de Silver Creek était de 210 habitants au recensement de 2010. La municipalité s'étend sur 1,49 milles carrés (3,86 km2).